# 成田才次郎
成田 才次郎（なりた さいじろう、安政2年（1855年） - 慶応4年7月29日（1868年9月15日））は、幕末の二本松藩士の子弟、二本松少年隊の一人。

## 経歴
安政2年（1855年）、主君丹羽長秀と丹羽長重の重臣成田道徳の嫡男・重忠の子たる二本松藩成田家宗家三代目正忠の次男外記右衛門正英家の成田外記右衛門の次男として誕生。
才次郎は、天正13年（1585年）、主君丹羽長重の対佐々成政の越中征伐に従軍した際に豊臣秀吉から言いがかりによる内通の疑いをかけられた。江口正吉や大谷元秀らと並ぶ部将と云う丹羽家家臣成田道徳の子孫である。道徳は伊勢国に潜伏していたが、天正15年（1587年）、秀吉の意を受けた蒲生氏郷の家来町野左近の手勢によって討たれ、首を京の一条戻橋に晒された。一条戻橋に晒された時に首級検分をする秀吉（または長束正家とも）を睨みつけた。秀吉は「此首不浄也」と言う、長束正家は「丹羽長重家来の成田弥左衛門尉道徳の首級にござりまする」の声を聞き、秀吉は「成田弥左、勇者也、豪剛者候。」と賞したと伝う（二本松市史『家臣伝』）。家督は、嫡男重忠が継ぎ、代々丹羽家重臣として幕末まで支え、才次郎は戊辰戦争で道徳の汚名を返上することとなる。
堀良輔の回顧によると、才次郎は10歳の頃から影流居合師範・遊佐孫九郎の居合稽古に通っていた。
慶応4年7月29日（1868年9月15日）に木村銃太郎の門下生（二本松少年隊）の一人として城南大壇口へ出陣し、戦ったが破られてしまう。この際、才次郎も負傷し、一斉に退却した仲間たちとも皆ばらばらにはぐれてしまった。
その後、松坂門入口に身を潜ませ、長州藩の部隊長白井小四郎（元奇兵隊隊士）率いる一部隊が通りかかると、白井を刺殺し、才次郎もその場で絶命した。白井は絶命間際、自分の不覚だからこの勇敢な少年を殺すなと部下に言い残している。享年14。
墓所は福島県二本松市の大隣寺に存在し、霞ヶ城址公園には戦死の地碑も存在する。

## 二本松の伝統
二本松藩では『斬らずに突け』という伝統の剣法があった。由来は、浅野内匠頭が吉良上野介を討ち損じたことを聞いた時の二本松藩主・丹羽光重が、「斬りつけずに突けばよかったものを」と悔しがった話から。
才次郎も木村銃太郎の門下生（二本松少年隊）の一人として出陣することが決まると、父は、身体の小さな子供では長い刀を振り回したところで到底敵は倒せぬと言う事で、敵を見たら隊長らしき人物を斬らずに突くよう強く言われていた。